# Paul Löbe
Paul Gustav Emil Löbe (Liegnitz, Silesia, Imperio alemán, hoy Legnica, Polonia, 14 de diciembre de 1875 - Bonn, Alemania Occidental, 3 de agosto de 1967) fue un político alemán miembro del Partido Socialdemócrata de Alemania (SPD) y presidente del Reichstag durante la República de Weimar. Tras la Segunda Guerra Mundial ocupó diversos puestos honoríficos como presidente del Movimiento Europeo Alemania.

## Biografía
Löbe nació en Liegnitz (la actual Legnica), en lo que entonces era la provincia prusiana de Silesia.
Ya con catorce años tomó parte en la campaña electoral de 1890, repartiendo volantes en las aldeas del distrito de Liegnitz. Con dieciséis años empezó a escribir artículos para el periódico socialdemócrata Volkswacht de Breslavia. Löbe se unió al SPD en 1893 o en 1895 y en 1898 fundó la rama local del partido en Ilmenau.[cita requerida] En 1899 entró a trabajar como redactor profesional para el periódico Volkswacht. Fue redactor allí hasta 1920 y a continuación fue redactor jefe. En 1904 fue elegido miembro del Gobierno de la ciudad de Breslau, y entre 1915 y 1920 fue miembro del Landtag de la provincia de Silesia. Durante la Primera Guerra Mundial se unió a la facción izquierdista liderada por Karl Liebknecht, que se oponía a la línea política del entonces presidente del partido, Friedrich Ebert, la conocida como Burgfriedenspolitik.
Tras el final del Imperio alemán y la constitución de la República de Weimar, Löbe fue elegido vicepresidente de la Asamblea Nacional de Weimar y a partir de 1920 se convirtió en presidente del Parlamento, el Reichstag, posición que ocupó durante más de diez años (hasta 1932). En esa época tuvo un papel destacado al lograr reintegrar en el SPD a numerosos diputados del Partido Socialdemócrata Independiente de Alemania (USPD), que se había separado unos años antes.[cita requerida] Tras la muerte del presidente de la república Friedrich Ebert en 1925, rechazó concurrir como candidato del SPD a las elecciones presidenciales de ese año contra el candidato conservador Paul von Hindenburg, un puesto que finalmente fue desempeñado por el ministro-presidente prusiano Otto Braun, que resultaría derrotado durante la primera vuelta. Löbe fue miembro del Reichsbanner Schwarz-Rot-Gold y a comienzos de 1933 — después de la toma del poder por los nazis— fue durante un breve período presidente del SPD, momento en que una parte del partido había marchado al exilio (Sopade), en Praga, y criticaba la política "colaboracionista" de Löbe, que todavía reconocía a las autoridades nazis como "legales". A pesar de su política moderada, el partido fue finalmente prohibido por las autoridades nazis el 22 de junio.
Löbe fue encarcelado por las autoridades nazis el 23 de junio de 1933, aunque sería liberado a finales de año. Después del fracasado atentado del 20 de julio de 1944, volvió a ser arrestado debido a sus conexiones con círculos de la resistencia cercanos a Carl Friedrich Goerdeler. Löbe fue interrogado por la Gestapo[cita requerida] y deportado al Campo de concentración de Gross-Rosen. Los conspiradores le habían designado como futuro presidente del Reichstag, aunque este dato no fue descubierto por los nazis.
Tras la Segunda Guerra Mundial jugó un importante papel en la reconstrucción del SPD.[cita requerida] Se opuso a una unión del SPD con el Partido Comunista de Alemania (KPD) en la zona de ocupación soviética y empezó a comprometerse en el SPD en los sectores oeste de Berlín. Löbe fue miembro del Consejo Parlamentario (Parlamentarischer Rat) entre 1948 y 1949, y vicepresidente de la facción del SPD. Tras el establecimiento de la Alemania Occidental, entre 1949 y 1953 fue miembro del Bundestag, el Parlamento germano-occidental en Bonn. En esta época Löbe era el miembro del Bundestag más longevo.
Löbe murió el 3 de agosto de 1967 en la capital de Alemania Occidental, Bonn, aunque fue enterrado en Berlín Oeste.

## Obras
- Paul Löbe (1949). Erinnerungen eines Reichstagspräsidenten, Berlín.